# La Carrillo
La Carrillo es un corregimiento del distrito de Atalaya en la provincia de Veraguas, República de Panamá. La localidad tiene 630 habitantes (2010).